# FK Ekibastus
Der FK Ekibastus (kasachisch «Екібастұз» футбол клубы) ist ein kasachischer Fußballverein aus Ekibastus und spielt in der zweiten kasachischen Liga.

## Geschichte
Der Verein wurde 2003 unter dem Namen Energetik Pawlodar gegründet. Ein Jahr später zog der Verein in die Stadt Ekibastus und nannte sich Energetik-2 Ekibastus. Seit 2009 hat der Klub seinen aktuellen Namen.

## Vereinsnamen
- 2003: Energetik Pawlodar
- 2004: Energetik-2 Ekibastus
- 2009: FK Ekibastus